# Thomas Bridges
Thomas Bridges, född 1842 och död 1898, var en anglikansk missionär och etnografisk forskare.
Bridges grundade 1884 en missionsstation bland Selk'nam-folket på eldslandet, bland vilka han bedrev grundläggande forskningar.